# 1366 Piccolo
1366 Piccolo este un asteroid din centura principală, descoperit pe 29 noiembrie 1932, de Eugène Delporte.